# 般若寺 (山県市)
般若寺（はんにゃじ）は岐阜県山県市にある臨済宗妙心寺派（東海派大雄院下）の寺院で、山号は金剛山、本尊は釈迦如来。美濃新四国70番札所。
貞享年間（1684年 - 1688年）に太郎丸城城主深尾重家が實道和尚を招いて金剛山真沢寺と称する古刹を再興して現寺号に改めたのがその始まりである。寺に祀られている延命地蔵菩薩の石像はかつて刑場にあって首切石と呼ばれ、処刑された罪人の魂が入り込み曇りの夜に音を発していたという。その後、当寺の住職が地蔵にあらためて供養をしてからは怪異がやんだと伝わり、盗人除けの地蔵として信仰されている。